# ウィリアム・J・バーンズ
ウィリアム・ジョン・バーンズ (William John Burns, 1861年10月19日 - 1932年4月14日) は、アメリカ合衆国の探偵、作家。「アメリカのシャーロック・ホームズ」と呼ばれ、メアリー・フェイガン殺人事件でレオ・フランクの無実を調査したことおよび1921年8月22日から1924年5月10日まで捜査局（連邦捜査局の前身）長官を務めたことで有名である。彼はメリーランド州ボルチモア生まれで、オハイオ州コロンバスで教育を受けた。若い頃、バーンズはシークレットサービスのエージェントとして働き、現在はセキュリタス・セキュリティ・サービスUSAの一部であるウィリアム・J・バーンズ・ディティクティブ・エージェンシーを運営し、その評判を高めた。探偵としての天賦の能力と宣伝の本能との組み合わせは、バーンズを国民的な人物にした。彼の功績は全国ニュース、ニューヨークの新聞のゴシップ欄、探偵誌のページに掲載され、彼は彼の功績に基づいて「真の」犯罪の話についての著作を出版した。

## 結婚と子ども
バーンズは1880年にアニー・M・レッスラーと結婚した。夫妻には6人の子供がいた。バーンズの息子、レイモンド・J.とウィリアム・シャーマンもウィリアム・J・バーンズ・ディティクティブ・エージェンシーの探偵として働いた。

## ロサンゼルス・タイムズ爆破事件
ロサンゼルス市は1910年10月1日に発生したロサンゼルス・タイムズ爆破事件の犯人を捕まえるためにバーンズを雇った。バーンズの息子レイモンドとデトロイトおよびシカゴ警察の警官はジム・マクナマラとオーティ・マクマニガルを4月14日に逮捕した。ジョン・マクナマラはその月の後半にインディアナポリスで逮捕された。マクナマラ兄弟はロサンゼルスに引き渡されて、爆破において殺人の罪を認めた。

## 捜査局での経歴
バーンズは捜査局を指揮する資格があると認められ、ウォーレン・ハーディング内閣のハリー・M・ドーハティ司法長官とも友人であった。バーンズは1921年8月22日に捜査局長官に就任した。捜査局長官の職にあっても、彼は引き続きバーンズ・ディティクティブ・エージェンシーを運営した。バーンズの下で捜査局は1920年に1,127人の職員から1923年の600人までその規模を縮小した。
ドーハティ司法長官の要請によりバーンズは、モンタナ州選出上院議員トーマス・J・ウォルシュの犯罪の証拠を調査するための職員を送った。調査は実際には報復の口実であった。ウォルシュ議員はドーハティの友人であり内閣のメンバーでもあるアルバート・B・フォール内務長官が認可した石油リースに反対していた。バーンズはその後、司法省の書類を議会調査官に引き渡すことを拒否し、議会調査官は捜査局の調査を始めた。捜査局の不法行為に関する上院聴聞会の報道はマスコミによって熱心に取り上げられ、「ドーハティ-バーンズ・スキャンダ新聞編集者を脅かすような不器用な試みは世論と議会に反発を引き起こした。バーンズは1924年にハーラン・F・ストーン司法長官の要請により辞職を余儀なくされ、1924年5月10日にジョン・エドガー・フーヴァーが暫定的に地位を引き継いだ。

## バーンズ・ディティクティブ・エージェンシーとティーポット・ドーム事件
バーンズは民間企業に海上油田を秘密裏にリースすることというティーポット・ドーム事件に間接的に関与した。

## その後
バーンズはバーンズ・ディティクティブ・エージェンシーから引退した後、フロリダに移り、長年の経歴に基づいて探偵物やミステリー小説を執筆した。彼は1932年4月にフロリダ州サラソータで心臓発作で死去した。
テレビミニシリーズ「七十年目の審判 The Murder of Mary Phagan」でバーンズの役を俳優のポール・ドゥーリイが演じた。

## 著作
- The masked war; the story of a peril that threatened the United States New York, George H. Doran Co. 1913
- The Argyle case with Arthur Hornblow, Harriot Ford and Harvey O'Higgins New York, London, Harper, 1913
- The crevice with Isabel Ostrander New York : Grosset & Dunlap, 1915

## 脚註
1. ↑  Philip Dray, At the Hands of Persons Unknown: The Lynching of Black America, at 210 (Modern Library 2003).
2. ↑  Bailey William G. ed., "The Encyclopedia of Police Science", second edition(1995) Pg. 49.
3. ↑  Blum, Howard, "American Lightning: Terror, Mystery & The Birth of Hollywood", Three Rivers Press (2008), ISBN 978-0-307-34694-0
4. ↑  Jeffreys-Jones, Rhodri, The FBI: A History, University Press of Kentucky (2007), ISBN 978-0-300-11914-5, p. 79

## 参照
- Caeser, Gene. Incredible Detective: The Biography of William J. Burns. Englewood Cliffs, NJ: Prentice-Hall, Inc., 1968.
- Blum, Howard. American Lightning: Terror, Mystery, the Birth of Hollywood, and the Crime of the Century. New York: Crown, September 2008. ISBN 0-307-34694-3
- Jeffreys-Jones, Rhodri, The FBI: A History, University Press of Kentucky (2007), ISBN 978-0-300-11914-5
  - ロードリ・ジェフリーズ=ジョーンズ著、越智道雄訳『FBIの歴史』東洋書林、2009年